# Тихомиров, Сергей Александрович
Сергей Александрович Тихомиров (род. 9 февраля 1972) — российский футболист, полузащитник, игрок в мини-футбол.

## Биография
Начинал играть в клубе первенства КФК «Авангард» Выборг в 1991—1992 годах. В 1993 году выступал во второй лиге за «Локомотив» СПб, в 1994 — в третьей лиге за «Химик» Коряжма. В 1996—1997 годах в первенстве КФК играл за «Химик-Пограничник» Сланцы. Сезон-1998 провёл в клубе второго по силе дивизиона Финляндии «Миккелин Паллоильят». В 1999—2001 годах играл в низших дивизионах Финляндии за «Иматран Палло-Саламат» («ПаСа» Иматра). Вернувшись в Россию, играл за любительские клубы Ленинградской области «Победа»/«Арго-Победа» Кронштадт (2002, 2004—2009, 2011—2012), «Победа» Красное Село (2010).
В мини-футболе играл за петербургские команды «Полесье»/«Зенит» (1994/95 — 1995/96) — семь матчей в чемпионате России 1995/96 и «Стройимпульс» (1999/2000).